# ميخائيل ثورب
ميخائيل ثورب (بالإنجليزية: Michael Thorpe)‏ هو مهندس أمريكي، ولد في 12 مارس 1944.